# Sergestes consobrinus
Sergestes consobrinus är en kräftdjursart som beskrevs av Colin Milne 1968. Sergestes consobrinus ingår i släktet Sergestes och familjen Sergestidae. Inga underarter finns listade i Catalogue of Life.